# Bracon wawequa
Bracon wawequa är en stekelart som först beskrevs av Henry Lorenz Viereck 1917.  Bracon wawequa ingår i släktet Bracon och familjen bracksteklar. Inga underarter finns listade.